# 6816 Barbcohen
6816 Barbcohen este un asteroid din centura principală, descoperit pe 2 martie 1981, de Schelte Bus.